# 大川 (横浜市)
大川（おおかわ）は、神奈川県横浜市金沢区の地名。「丁目」の設定のない単独町名である。住居表示実施済み区域。
総合車両製作所などの工場がある。

## 地理
金沢区の中央部に位置し、東に泥亀、南東に瀬戸、南西に六浦、西に釜利谷南、北に釜利谷東と接している。

## 歴史

### 沿革
- 1939年（昭和14年）7月1日 - 町界町名地番整理事業に伴い、金沢泥亀町の一部から、大川を新設。横浜市磯子区大川となる[6]。
- 1948年（昭和23年）5月15日 - 行政区の再編に伴い、磯子区の一部から金沢区を新設し、横浜市金沢区大川となる[7]。
- 1975年（昭和50年）7月28日 - 住居表示の実施（金沢区東部第一次区）[8]に伴い、大川の一部を新設された泥亀一丁目へ編入する[9]。
- 1978年（昭和53年）7月17日 - 住居表示の実施（金沢区六浦第一次地区）[10]に伴い、六浦町の一部を大川に編入する[11]。
- 1992年（平成4年）10月19日 - 住居表示の実施（金沢区釜利谷・大川第一次地区）[12]に伴い、大川の一部を新設された釜利谷東一丁目、釜利谷東二丁目へ編入する[13]。
- 1993年（平成5年）10月18日 - 住居表示の実施（金沢区釜利谷・大川第二次地区）[12]に伴い、釜利谷町、瀬戸、六浦二丁目、六浦三丁目の各一部を大川に編入し、大川も住居表示が実施される[14]。

## 世帯数と人口
2025年（令和7年）6月30日現在（横浜市発表）の世帯数と人口は以下の通りである。
| 町丁 | 世帯数    | 人口    |
| ---- | --------- | ------- |
| 大川 | 1,981世帯 | 5,183人 |

### 人口の変遷
国勢調査による人口の推移。
| 年                 | 人口  |
| ------------------ | ----- |
| 1995年（平成7年）  | 148   |
| 2000年（平成12年） | 124   |
| 2005年（平成17年） | 3,742 |
| 2010年（平成22年） | 5,714 |
| 2015年（平成27年） | 5,674 |
| 2020年（令和2年）  | 5,763 |

### 世帯数の変遷
国勢調査による世帯数の推移。
| 年                 | 世帯数 |
| ------------------ | ------ |
| 1995年（平成7年）  | 69     |
| 2000年（平成12年） | 46     |
| 2005年（平成17年） | 1,289  |
| 2010年（平成22年） | 1,852  |
| 2015年（平成27年） | 1,848  |
| 2020年（令和2年）  | 1,875  |

## 学区
市立小・中学校に通う場合、学区は以下の通りとなる（2024年11月時点）。
| 番・番地等               | 小学校               | 中学校               |
| ------------------------ | -------------------- | -------------------- |
| 1〜4番                   | 横浜市立八景小学校   | 横浜市立金沢中学校   |
| 7番3号 7番7号〜7番の終り | 横浜市立六浦小学校   | 横浜市立釜利谷中学校 |
| 7番1〜2号 7番4〜6号      | 横浜市立高舟台小学校 | 横浜市立釜利谷中学校 |

## 事業所
2021年（令和3年）現在の経済センサス調査による事業所数と従業員数は以下の通りである。
| 町丁 | 事業所数 | 従業員数 |
| ---- | -------- | -------- |
| 大川 | 72事業所 | 2,399人  |

### 事業者数の変遷
経済センサスによる事業所数の推移。
| 年                 | 事業者数 |
| ------------------ | -------- |
| 2016年（平成28年） | 63       |
| 2021年（令和3年）  | 72       |

### 従業員数の変遷
経済センサスによる従業員数の推移。
| 年                 | 従業員数 |
| ------------------ | -------- |
| 2016年（平成28年） | 1,880    |
| 2021年（令和3年）  | 2,399    |

## 施設
- 総合車両製作所
- JNC 横浜研究所
- タテヤマアドバンス 横浜工場

## その他

### 日本郵便
- 郵便番号 : 236-0043[3]（集配局：横浜金沢郵便局[24]）

### 警察
町内の警察の管轄区域は以下の通りである。
| 番・番地等 | 警察署     | 交番・駐在所 |
| ---------- | ---------- | ------------ |
| 全域       | 金沢警察署 | 六浦交番     |